# Darkwing Duck (Computerspiel)
Darkwing Duck ist ein auf der gleichnamigen Fernsehserie basierendes Jump-’n’-Run-Videospiel, das von Capcom entwickelt und im Jahr 1992 für das Nintendo Entertainment System (NES) veröffentlicht wurde und 1993 für den Game Boy portiert wurde.
Das Entwicklerstudio Headcannon, welches unter anderem auch Sonic Mania veröffentlichte, plante ursprünglich einen Nachfolgetitel zu Darkwing Duck, wofür jedoch kein Publisher gefunden wurde.

## Handlung
Die Verbrecherorganisation F.O.W.L. terrorisiert St. Erpelsburg. Nur Darkwing Duck kann Quackerjack, Wolfduck und die anderen Ganoven bekämpfen. Dr. Julius Ganter beamt Darkwing Duck mit dem Donnerquack dorthin.

## Spielprinzip
Darkwing Duck ist ein Plattformer mit einigen Elementen, die Capcoms Mega-Man-Serie ähneln. Mit einer Pistole können die Gegner besiegt werden. Der Spieler kann zu Beginn des Spiels aus drei verschiedenen Leveln wählen, danach wird ein weiterer Satz von drei Leveln freigeschaltet. Sobald alle sechs Level abgeschlossen sind, geht Darkwing Duck zu einer schwebenden Festung, um sich in einen Bosskampf mit dem Endgegner Steel Beak zu messen. Einige Quellen behaupten, dass das Spiel selbst auf einer optimierten Mega-Man-5-Engine läuft.

## Rezeption
Das Spiel zeichne sich durch eine Vielzahl von Extras, Bewegungselementen und Gegnern aus. Das Intro sei grafisch gut gemacht, ebenso die Animationen und Soundeffekte. Die Levels seien ausgedehnt. Dadurch, dass diese nach jedem Ableben neu gestartet werden, entstehe ein gewisser Schwierigkeitsgrad. Darkwing Duck sei eines der witzigsten Jump'n'Runs für den Game Boy. Die Grafik sei ansprechend, der Schwierigkeitsgrad sehr hoch, teils unfair. Insgesamt sei das Spiel jedoch empfehlenswert.